# Golden Trail World Series 2019
Navigation
2018 2020
La Golden Trail World Series 2019 est la deuxième édition des Golden Trail World Series, compétition internationale de trail et skyrunning organisée par Salomon.

## Règlement
La finale du calendrier offre des points plus élevés pour encourager les athlètes à s'y qualifier. Le calcul est identique dans les catégories féminines et masculines. Le score final cumule les trois meilleures performances des six courses régulières plus les points de la finale. Pour être classé, un athlète doit participer à au moins trois épreuves. Les athlètes terminant dans le top 10 d'une des six courses régulières peut participer à la finale.
| Classement                         | 1er | 2e | 3e | 4e | 5e | 6e | 7e | 8e | 9e | 10e | 11e | 12e | 13e | 14e | 15e | 16e | 17e | 18e | 19e | 20e | 21e | 22e | 23e | 24e | 25e | 26e | 27e | 28e | 29e | 30e |
| ---------------------------------- | --- | -- | -- | -- | -- | -- | -- | -- | -- | --- | --- | --- | --- | --- | --- | --- | --- | --- | --- | --- | --- | --- | --- | --- | --- | --- | --- | --- | --- | --- |
| Points pour les courses régulières | 100 | 88 | 78 | 72 | 68 | 65 | 62 | 59 | 56 | 53  | 50  | 47  | 44  | 41  | 38  | 35  | 32  | 29  | 26  | 23  | 20  | 18  | 16  | 14  | 12  | 10  | 8   | 6   | 4   | 2   |

## Programme
Le calendrier se compose de sept courses, soit une de plus que l'année précédente. La DoloMyths Run quitte le calendrier de la Skyrunner World Series et rejoint les cinq courses de l'année précédente. La finale se déroule au Népal dans le cadre de l'Annapurna 100 mais sur une course spécifique d'une distance marathon.
| Nom de la course         | Distance | Dénivelé            | Pays        | Date              |
| ------------------------ | -------- | ------------------- | ----------- | ----------------- |
| Zegama-Aizkorri          | 42,2 km  | +/-2 736 m          | Espagne     | 2 juin 2019       |
| Marathon du Mont-Blanc   | 42 km    | +2 730 m / -1 700 m | France      | 30 juin 2019      |
| DoloMyths Run            | 22 km    | +/-1 750 m          | Italie      | 20 juillet 2019   |
| Sierre-Zinal             | 31 km    | +2 200 m / -1 100 m | Suisse      | 11 août 2019      |
| Marathon de Pikes Peak   | 42,2 km  | +/-2 382 m          | États-Unis  | 25 août 2019      |
| Ring of Steall SkyRace   | 29 km    | +/-2 500 m          | Royaume-Uni | 21 septembre 2019 |
| Annapurna Trail Marathon | 41,2 km  | +3 290 m / -2 730 m | Népal       | 25 octobre 2019   |

## Résultats

### Hommes
Dans des conditions particulièrement chaudes, Kílian Jornet prend les commandes de la course Zegama-Aizkorri après la défaillance d'Andy Wacker et contrôle pour remporter sa neuvième victoire. Bartłomiej Przedwojewski et Thibaut Baronian complètent le podium.
Andy Wacker part à nouveau en trombe au marathon du Mont-Blanc mais craque au trentième kilomètre. Rémi Bonnet reprend les commandes de la course mais voit Davide Magnini le doubler et filer vers la victoire, suivi par son compatriote Nadir Maguet. Bartłomiej Przedwojewski complète le podium.
Le duo italien Magnini-Maguet se livre à un duel lors de la DoloMyths Run et Davide s'impose en 2 h 0 min 28 s, à 17 secondes du record de Kílian Jornet, devenant également le plus jeune vainqueur de l'épreuve.
La course Sierre-Zinal, également au calendrier de la Coupe du monde de course en montagne propose un plateau très relevé. Kílian Jornet domine la course et bat le record de Jonathan Wyatt de près de quatre minutes en 2 h 25 min 35 s.
L'Espagnol domine ensuite le marathon de Pikes Peak pour remporter sa troisième victoire de la saison, sans toutefois approcher le record de Matt Carpenter. Vainqueur en 2014, Marc Lauenstein termine sur la troisième marche du podium.
Profitant de l'absence de son compatriote Davide Magnini, Nadir Maguet s'illustre sur la Ring of Steall SkyRace et décroche sa première victoire de la saison devant Marc Lauenstein.
Kílian Jornet domine la finale de l'Annapurna Trail Marathon et s'impose avec plus de treize minutes d'avance sur Davide Magnini, remportant ainsi le classement général. Le Népalais Bhim Gurung franchit la ligne d'arrivée avant Kílian mais ce dernier s'est trompé dans le parcours et a manqué 8 km. Reparti pour terminer correctement la course, il termine à la septième place. Deuxième de la course, Davide Magnini se classe deuxième au général, tout comme Stian Angermund-Vik, troisième.
- Finale (120 points au vainqueur)

| Course                   | Vainqueur      | Deuxième                 | Troisième                |
| ------------------------ | -------------- | ------------------------ | ------------------------ |
| Zegama-Aizkorri          | Kílian Jornet  | Bartłomiej Przedwojewski | Thibaut Baronian         |
| Marathon du Mont-Blanc   | Davide Magnini | Nadir Maguet             | Bartłomiej Przedwojewski |
| DoloMyths Run            | Davide Magnini | Nadir Maguet             | Elhousine Elazzaoui      |
| Sierre-Zinal             | Kílian Jornet  | Petro Mamu               | Jim Walmsley             |
| Marathon de Pikes Peak   | Kílian Jornet  | Sage Canaday             | Marc Lauenstein          |
| Ring of Steall SkyRace   | Nadir Maguet   | Marc Lauenstein          | Max King                 |
| Annapurna Trail Marathon | Kílian Jornet  | Davide Magnini           | Stian Angermund-Vik      |

### Femmes
Pour sa première course sur la distance du marathon, la Norvégienne Eli Anne Dvergsdal prend un départ rapide et maintient son allure pour s'imposer à Zegama-Aizkorri. Elle devance Elisa Desco de plus de dix minutes. Amandine Ferrato complète le podium.
Silvia Rampazzo mène la course au marathon du Mont-Blanc. Ruth Croft accélère à mi-parcours et double l'Italienne pour remporter sa deuxième victoire. Eli Anne Dvergsdsal complète le podium.
Après une lutte acharnée avec Maude Mathys à la DoloMyths Run, Judith Wyder fait la différence dans la descente pour s'imposer en 2 h 18 min 51 s, battant de plus de sept minutes le record établi par Megan Kimmel en 2015. Ruth Croft parvient à doubler Maude Mathys en fin de course pour acrocher la médaille d'argent. 

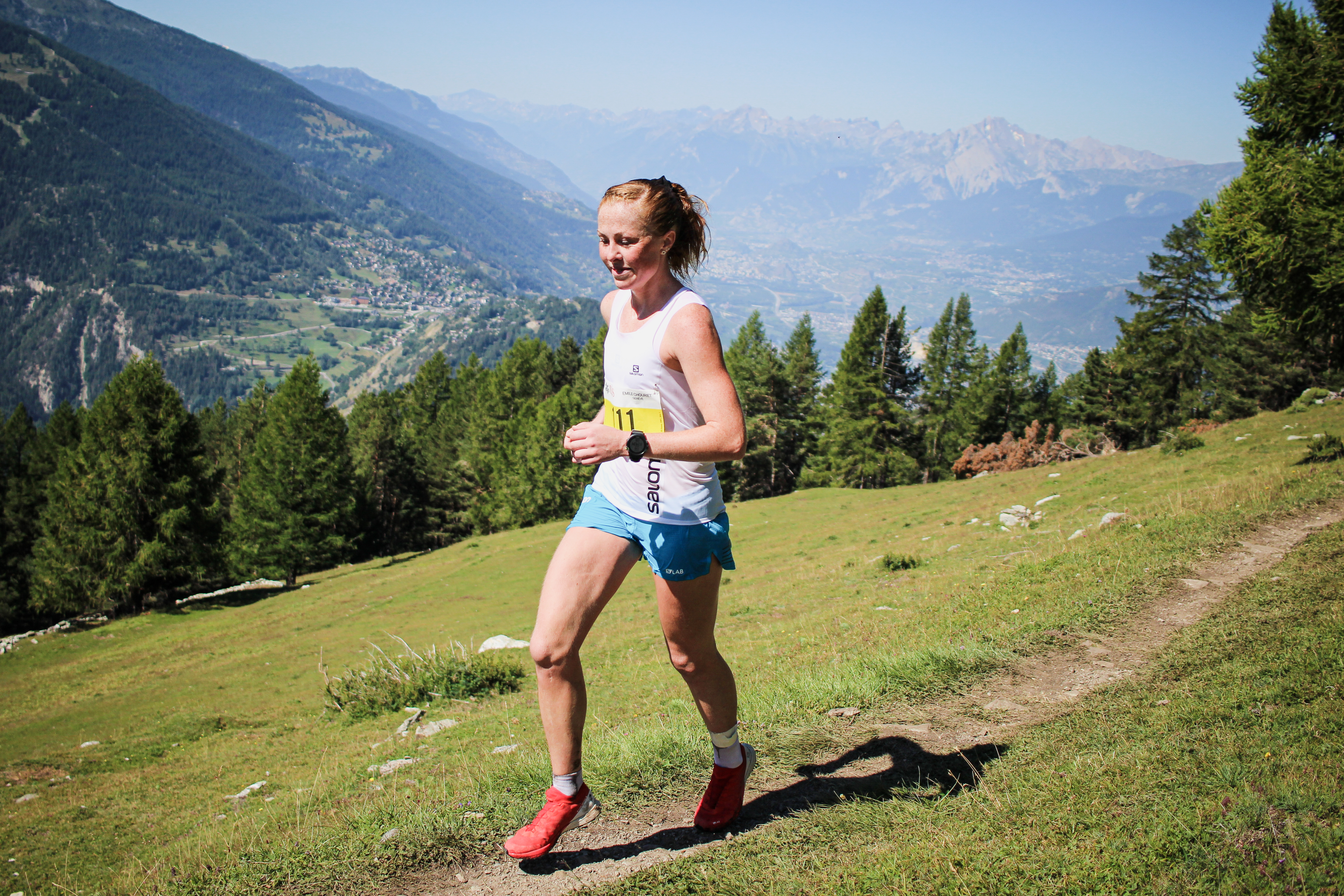
Eli Anne Dvergsdal avant son abandon à Sierre-Zinal.

Maude Mathys prend sa revanche sur sa compatriote Judith Wyder en dominant la course Sierre-Zinal et en établissant un nouveau record du parcours en 2 h 49 min 20 s améliorant de plus de cinq minutes le record d'Anna Pichrtová. Silvia Rampazzo complète le podium.
Poursuivant sur sa lancée, Maude Mathys effectue une excellente course au marathon de Pikes Peak en 4 h 2 min 41 s, explosant de plus de douze minutes le précédent record établi l'année précédente par Megan Kimmel. La Sud-Africaine Meg Mackenzie effectue une solide course pour terminer sur la troisième marche du podium.
Judith Wyder domine ensuite la Ring of Steall SkyRace, menant la course seule en tête et terminant à la dixième place scratch avec un nouveau record du parcours à la clé en 3 h 36 min 46 s.
Prenant les commandes de la course de l'Annapurna Trail Marathon, Maude Mathys et un groupe de coureurs s'égare et se trompe de chemin. Parvenant à retrouver le parcours, elle poursuit sa course mais est toutefois disqualifiée pour son erreur. Judith Wyder reprend les commandes de la coure et s'impose pour remporter la victoire et le classement général. Elle devance Silvia Rampazzo, qui décroche la deuxième place du classement, et Meg Mackenzie. Ruth Croft termine neuvième, ce qui lui suffit pour terminer troisième du classement général.
- Finale (120 points au vainqueur)

| Course                   | Vainqueur          | Deuxième          | Troisième          |
| ------------------------ | ------------------ | ----------------- | ------------------ |
| Zegama-Aizkorri          | Eli Anne Dvergsdal | Elisa Desco       | Amandine Ferrato   |
| Marathon du Mont-Blanc   | Ruth Croft         | Silvia Rampazzo   | Eli Anne Dvergsdal |
| DoloMyths Run            | Judith Wyder       | Ruth Croft        | Maude Mathys       |
| Sierre-Zinal             | Maude Mathys       | Judith Wyder      | Silvia Rampazzo    |
| Marathon de Pikes Peak   | Maude Mathys       | Yngvild Kaspersen | Meg Mackenzie      |
| Ring of Steall SkyRace   | Judith Wyder       | Holly Page        | Fanny Borgström    |
| Annapurna Trail Marathon | Judith Wyder       | Silvia Rampazzo   | Meg Mackenzie      |

## Classements
| Rang          | Nom                 | Course 1 | Course 2 | Course 3 | Course 4 | Course 5 | Course 6 | Course 7 | Points |
| ------------- | ------------------- | -------- | -------- | -------- | -------- | -------- | -------- | -------- | ------ |
| Médaille d'or | Kílian Jornet       | 100      |          |          | 100      | 100      |          | 120      | 420    |
| 2             | Davide Magnini      |          | 100      | 100      | 53       |          |          | 106      | 359    |
| 3             | Stian Angermund-Vik | 72       | 72       | 65       |          |          | 72       | 94       | 310    |
| 4             | Thibaut Baronian    | 78       | 65       |          | 41       | 62       |          | 86       | 291    |
| 5             | Nadir Maguet        |          | 88       | 88       |          |          | 100      | 0        | 276    |
| 6             | Aritz Egea          | 0        | 56       | 12       | 8        | 72       | 62       | 78       | 268    |

| Rang          | Nom                | Course 1 | Course 2 | Course 3 | Course 4 | Course 5 | Course 6 | Course 7 | Points |
| ------------- | ------------------ | -------- | -------- | -------- | -------- | -------- | -------- | -------- | ------ |
| Médaille d'or | Judith Wyder       |          |          | 100      | 88       |          | 100      | 120      | 408    |
| 2             | Silvia Rampazzo    |          | 88       | 62       | 78       |          |          | 106      | 334    |
| 3             | Ruth Croft         |          | 100      | 88       | 72       |          |          | 67       | 327    |
| 4             | Eli Anne Dvergsdal | 100      | 78       | 0        | 0        |          | 53       | 78       | 309    |
| 5             | Megan Mackenzie    | 0        | 65       | 59       |          | 78       | 72       | 94       | 309    |
| 6             | Maude Mathys       |          |          | 78       | 100      | 100      |          | 0        | 278    |